# 高円宮杯 JFA U-18サッカープレミアリーグ 2018
高円宮杯 JFA U-18サッカープレミアリーグ 2018（たかまどのみやはい ジェイエフエイ アンダーエイティーン サッカープレミアリーグ 2018）は、高円宮杯 JFA U-18サッカープレミアリーグ（旧・高円宮杯U-18サッカーリーグ プレミアリーグ）の2018年開催分である。

## 大会要項

### 大会方式など
大会方式などは、前年から大きな変更はなかった。
なお、大会名称については、2017年11月1日に日本サッカー協会 (JFA) が発表した「JFAブランディング」の一環としてJFA主催の2018年以降全ての大会名称に "JFA" の文字を加えること となったことから、今回から変更となっている。

### スケジュール
プレミアリーグイーストとプレミアリーグウエストは、4月7日から12月9日までの期間に合計180試合がリーグ戦形式で開催される。高円宮杯U-18サッカーリーグのチャンピオンを決めるチャンピオンシップは12月15日に、翌2019年の新規参入チームを決めるプレミアリーグ参入戦は12月14日と12月16日に、それぞれ開催される。

## 参加チーム
前年度のプレミアリーグで残留した16チームと、前年度のプレミアリーグ参入戦を勝ち抜いた4チーム、計20チームが参加した。
| 地域   | チーム                   | 都道府県 | チーム種別   | 昨年順位     | リーグ   | 監督       |
| ------ | ------------------------ | -------- | ------------ | ------------ | -------- | ---------- |
| 東北   | 青森山田高校             | 青森県   | 高校         | イースト3位  | イースト | 黒田剛     |
| 関東   | 鹿島アントラーズユース   | 茨城県   | クラブユース | イースト4位  | イースト | 熊谷浩二   |
| 関東   | 浦和レッズユース         | 埼玉県   | クラブユース | イースト8位  | イースト | 大槻毅     |
| 関東   | 市立船橋高校             | 千葉県   | 高校         | イースト7位  | イースト | 朝岡隆蔵   |
| 関東   | 柏レイソルU-18           | 千葉県   | クラブユース | イースト5位  | イースト | 山中真     |
| 関東   | 流通経済大学付属柏高校   | 千葉県   | 高校         | 関東2位      | イースト | 本田裕一郎 |
| 関東   | FC東京U-18               | 東京都   | クラブユース | チャンピオン | イースト | 佐藤一樹   |
| 北信越 | 富山第一高校             | 富山県   | 高校         | 北信越1位    | イースト | 大塚一朗   |
| 東海   | 清水エスパルスユース     | 静岡県   | クラブユース | イースト2位  | イースト | 平岡宏章   |
| 東海   | ジュビロ磐田U-18         | 静岡県   | クラブユース | 東海2位      | イースト | 世登泰二   |
| 東海   | 名古屋グランパスU-18     | 愛知県   | クラブユース | 東海1位      | ウエスト | 古賀聡     |
| 関西   | 京都サンガU-18           | 京都府   | クラブユース | イースト6位  | ウエスト | 岸本浩右   |
| 関西   | ガンバ大阪ユース         | 大阪府   | クラブユース | ウエスト3位  | ウエスト | 實好礼忠   |
| 関西   | セレッソ大阪U-18         | 大阪府   | クラブユース | ウエスト5位  | ウエスト | 村田一弘   |
| 関西   | 阪南大学高校             | 大阪府   | 高校         | ウエスト6位  | ウエスト | 濵田豪     |
| 関西   | ヴィッセル神戸U-18       | 兵庫県   | クラブユース | ウエスト1位  | ウエスト | 野田知     |
| 中国   | 米子北高校               | 鳥取県   | 高校         | ウエスト7位  | ウエスト | 中村真吾   |
| 中国   | サンフレッチェ広島ユース | 広島県   | クラブユース | ウエスト2位  | ウエスト | 沢田謙太郎 |
| 九州   | アビスパ福岡U-18         | 福岡県   | クラブユース | ウエスト8位  | ウエスト | 藤崎義孝   |
| 九州   | 東福岡高校               | 福岡県   | 高校         | ウエスト4位  | ウエスト | 森重潤也   |

出典: “チーム紹介｜高円宮杯U-18サッカーリーグ2018 プレミアリーグ”. 2019年2月10日閲覧。

## イースト

### 順位（イースト）
| 順 | チーム                       | 試 | 勝 | 分 | 敗 | 得 | 失 | 差  | 点 | 出場権または降格     |
| -- | ---------------------------- | -- | -- | -- | -- | -- | -- | --- | -- | -------------------- |
| 1  | 鹿島アントラーズユース       | 18 | 13 | 3  | 2  | 27 | 12 | +15 | 42 | ファイナルに出場     |
| 2  | 青森山田高校                 | 18 | 10 | 7  | 1  | 47 | 14 | +33 | 37 |                      |
| 3  | 清水エスパルスユース         | 18 | 9  | 4  | 5  | 26 | 15 | +11 | 31 |                      |
| 4  | 流通経済大付属柏高校         | 18 | 8  | 4  | 6  | 16 | 16 | 0   | 28 |                      |
| 5  | 柏レイソルU-18               | 18 | 5  | 6  | 7  | 28 | 25 | +3  | 21 |                      |
| 6  | 市立船橋高校                 | 18 | 6  | 3  | 9  | 21 | 27 | −6  | 21 |                      |
| 7  | 浦和レッドダイヤモンズユース | 18 | 4  | 8  | 6  | 14 | 19 | −5  | 20 |                      |
| 8  | ジュビロ磐田U-18             | 18 | 6  | 2  | 10 | 14 | 26 | −12 | 20 |                      |
| 9  | FC東京U-18                   | 18 | 4  | 7  | 7  | 19 | 29 | −10 | 19 | プリンスリーグへ降格 |
| 10 | 富山第一高校                 | 18 | 1  | 4  | 13 | 11 | 40 | −29 | 7  | プリンスリーグへ降格 |

最終更新は2018年12月9日の試合終了時
出典: JFA
順位の決定基準: 1. 勝点; 2. 得失点差; 3. 得点数.

### 得点ランキング（イースト）
| # | 名前         | チーム名               | 得点 |
| - | ------------ | ---------------------- | ---- |
| 1 | 檀崎竜孔     | 青森山田高校           | 16点 |
| 2 | 赤塚ミカエル | 鹿島アントラーズユース | 7点  |
| 2 | 森海渡       | 柏レイソルU-18         | 7点  |
| 4 | 西堂久俊     | 市立船橋高校           | 6点  |
| 4 | 正田徳大     | 柏レイソルU-18         | 6点  |

## ウェスト

### 順位（ウェスト）
| 順 | チーム                      | 試 | 勝 | 分 | 敗 | 得 | 失 | 差  | 点 | 出場権または降格     |
| -- | --------------------------- | -- | -- | -- | -- | -- | -- | --- | -- | -------------------- |
| 1  | サンフレッチェ広島F.Cユース | 18 | 11 | 4  | 3  | 47 | 19 | +28 | 37 | ファイナルに出場     |
| 2  | ガンバ大阪ユース            | 18 | 10 | 5  | 3  | 56 | 37 | +19 | 35 |                      |
| 3  | 名古屋グランパスU-18        | 18 | 10 | 4  | 4  | 48 | 28 | +20 | 34 |                      |
| 4  | 京都サンガF.C.U-18          | 18 | 10 | 3  | 5  | 31 | 31 | 0   | 33 |                      |
| 5  | 東福岡高校                  | 18 | 9  | 4  | 5  | 43 | 34 | +9  | 31 |                      |
| 6  | セレッソ大阪U-18            | 18 | 9  | 2  | 7  | 28 | 22 | +6  | 29 |                      |
| 7  | ヴィッセル神戸U-18          | 18 | 7  | 0  | 11 | 25 | 39 | −14 | 21 |                      |
| 8  | アビスパ福岡U-18            | 18 | 6  | 2  | 10 | 28 | 38 | −10 | 20 |                      |
| 9  | 阪南大学高校                | 18 | 4  | 2  | 12 | 27 | 43 | −16 | 14 | プリンスリーグへ降格 |
| 10 | 米子北高校                  | 18 | 1  | 0  | 17 | 15 | 57 | −42 | 3  | プリンスリーグへ降格 |

最終更新は2018年12月9日の試合終了時
出典: JFA
順位の決定基準: 1. 勝点; 2. 得失点差; 3. 得点数.

### 得点ランキング（ウェスト）
| # | 名前       | チーム名                    | 得点 |
| - | ---------- | --------------------------- | ---- |
| 1 | 服部航平   | 京都サンガF.C.U-18          | 15点 |
| 1 | 原田烈志   | ガンバ大阪ユース            | 15点 |
| 3 | 大堀亮之介 | サンフレッチェ広島F.Cユース | 14点 |
| 4 | 兵藤健斗   | 名古屋グランパスU-18        | 11点 |
| 5 | 和田育     | 阪南大学高校                | 9点  |

## ファイナル
高円宮杯 JFA U-18サッカープレミアリーグ 2018 ファイナルは、2018年12月15日に埼玉スタジアム2002での一発勝負となった。90分で決着がつかない場合は延長戦を行い、なお決着がつかない場合はPK戦が行われる。
| 2018年12月15日 13:00 |

| 鹿島アントラーズユース （イースト1位） | 1 - 2          | サンフレッチェ広島F.Cユース （ウェスト1位） |
| 杉山眞仁 67分                          | 公式記録 (PDF) | 鮎川峻 37分 · 大堀亮之介 53分               |

| 埼玉スタジアム2002 観客数: 9,818人 主審: 谷本涼 |

## NIKE NEXT HERO
「NIKE NEXT HEROプロジェクト」の一環として実施される海外遠征のメンバー。2018年12月26日発表。
- GK：佐藤海斗（広島ユース/3年）、三井大輝（名古屋U-18/2年）
- DF：河井哲太（G大阪ユース/3年）、平松航（磐田U-18/3年）、吉木大喜（G大阪ユース/3年）、大越寛人（広島ユース/3年）
- MF：桂陸人（広島ユース/3年）、岩本翔（G大阪ユース/3年）、玉城大志（浦和ユース/2年）、八木滉史（流経大柏高/2年）、高木一史（JFAアカデミー福島U-18/2年）†、山田楓喜（京都U-18/2年）、小林里駆（FC東京U-18/2年）、松本凪生（C大阪U-18/2年）、武田英寿（青森山田高/2年）、鈴木唯人（市立船橋高/2年）
- FW：森海渡（柏U-18/3年）、齊藤聖七（清水ユース/3年）、小田裕太郎（神戸U-18/2年）、石田凌太郎（名古屋U-18/2年）

†：「ナイキ ファントム キャンプ」優秀選手として選出